# Högra Söned
Högra Söned är ett mongoliskt baner som lyder under förbundet Xilingol i den autonoma regionen Inre Mongoliet i nordvästra Kina.

## Kända invånare
- Demtjigdonrov (1902-66), mongolisk aristokrat och politiker.